# Église Saint-Cyr-et-Sainte-Julitte de Noron-l'Abbaye
L' église Saint-Cyr-et-Sainte-Julitte est une église catholique située à Noron-l'Abbaye, en France.

## Localisation
L'église est située dans le département français du Calvados, dans le bourg de la commune de Noron-l'Abbaye, au milieu d'un cimetière.

## Historique
L'édifice est dédié à saint Cyr et à sa mère sainte Julitte, deux martyrs chrétiens du IVe siècle, et a été édifiée en 1072 par Guillaume Pantol.
L'édifice actuel date du XIIIe et du XVIIIe. La majeure partie de l'église date du XIIIe sauf la bâtière de la tour et des arcatures.
L'abbaye de Saint-Évroult nommait à la cure.

## Architecture

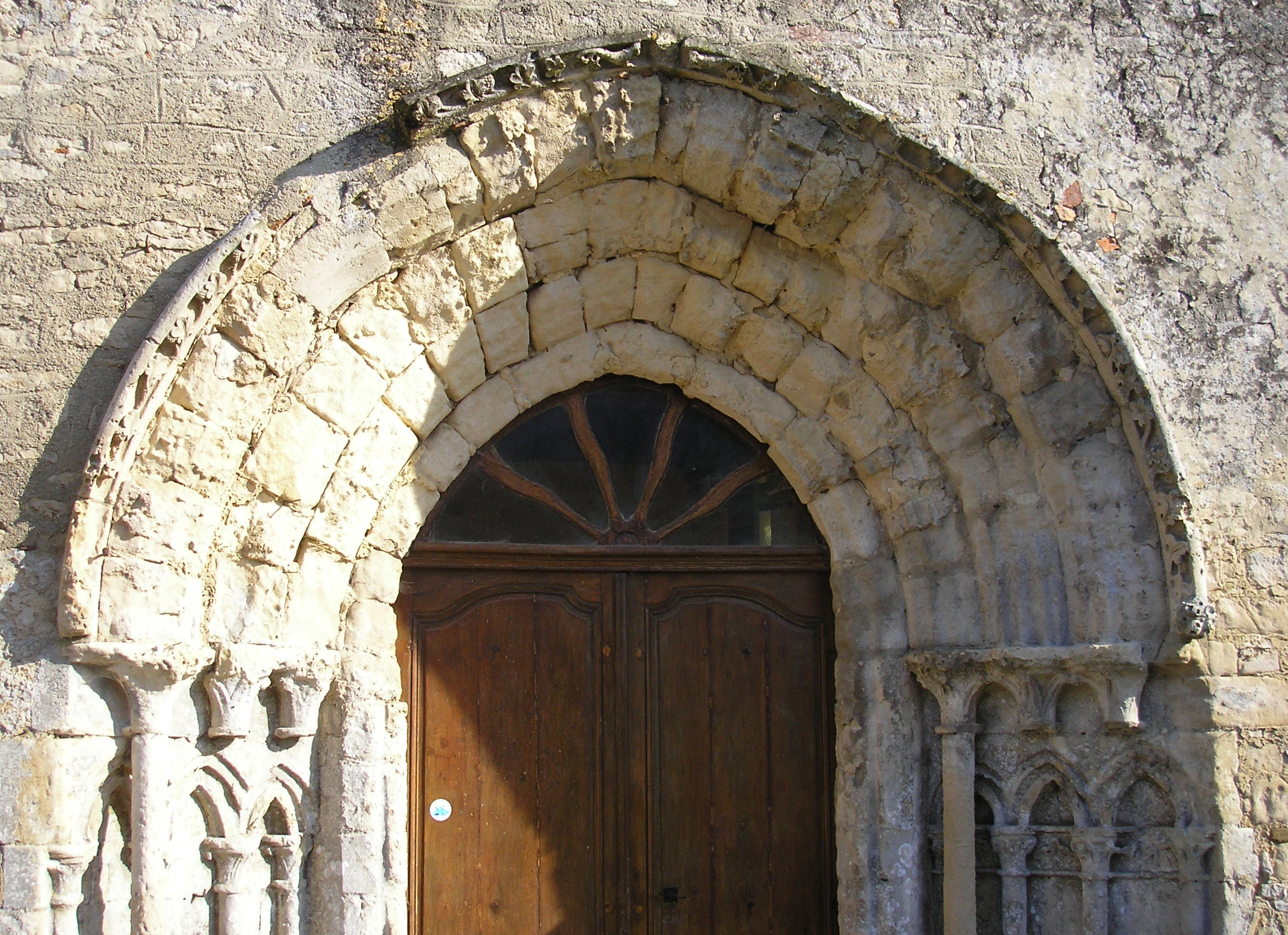
Le portail occidental.

L'édifice — très souvent remanié  au cours des siècles — a la particularité d'avoir sa tour-clocher à son extrémité orientale, ce qui est très rare en Normandie.
Frédéric Galeron considère l'église comme un vestige de l'abbaye.
Le chœur possède deux travées et une arcature trilobée ; le chœur et la tour sont pourvus de voûtes. La nef n'est pas voûtée et « est moins intéressante », munie de trois fenêtres modernes.
Le portail du XIIIe siècle est pourvu de colonnes, arcatures et colonnettes.
Arcisse de Caumont signale une inscription datée de 1419.
L'édifice est inscrit au titre des monuments historiques le 19 septembre 1928 sauf le chœur, le clocher et le portail occidental qui sont classés par arrêté du 16 avril 1929.